# 大坪正則
大坪 正則（おおつぼ まさのり、1947年9月6日 - 2014年3月4日）は、帝京大学教授、経営コンサルタント、スポーツ経営学者。佐賀県唐津市出身。西南学院大学商学部卒業。

## 経歴
1970年大学卒業後、伊藤忠商事に入社する。入社後、米国駐在員、NBA担当責任者などを経て、1986年にNBAとのライセンス契約を結び責任者に就任。1990年には、NBA公式戦開幕試合を実施した。この試合は史上初の北米大陸以外での公式戦開催であり、このNBAのマネジメントを通して米国のプロスポーツリーグ経営を学ぶ。
1998年に伊藤忠商事退社後、1999年に株式会社ニッポンスポーツマネジメントを設立し、代表に就任。その後、大広顧問（1999年4月 - 2004年3月）、ニッポン放送スポーツ部の経営コンサルタント（2000年10月 - 2001年9月）、ヤクルト球団の経営コンサルタント（2000年11月 - 2001年3月）などを歴任。
2004年、帝京大学非常勤講師に就任し、スポーツ経営学を研究する。2005年に帝京大学経済学部教授に就任。日本野球に関しては、メジャーリーグ経営をモデルに研究している（主にチケット代の平均、スター選手の年俸比較、球団別収支、スポンサーなどの詳細なデータを中心に研究）。
近年は野球以外のスポーツやマスメディアコメンテーターにも進出、報道ステーション、すぽると!などにも出演。2009年11月17日には「スポーツ経営に詳しい帝京大学教授」としてBATTLE TALK RADIO アクセスに出演。その他、BJリーグのアドバイザーも務めていた。
2014年3月4日、胃癌のため死去。66歳没。

## 著書
- 『メジャー野球の経営学』、集英社、2002年
- 『プロ野球は崩壊する! -スポーツビジネス再生のシナリオ-』、朝日新聞社、2004年
- 『スポーツと国力-巨人はなぜ勝てない(巨人軍は永久に壊滅ですか？)』、朝日新書、2007年
- 『パ・リーグがプロ野球を変える 6球団に学ぶ経営戦略』朝日新書、2011年
- 『プロスポーツ経営の実務―収入増大の理論と実践』、創文企画、2011年

## 訳書
- 『実録 メジャーリーグの法律とビジネス』、大修館書店、2006年